# Le Piège (film, 1921)
Pour les articles homonymes, voir Le Piège.
Pour plus de détails, voir Fiche technique et Distribution.
Le Piège (The Highest Bidder) est un film américain réalisé par Wallace Worsley, sorti en 1921.

## Synopsis
Henry Lester, un millionnaire qui se méfie des femmes, rencontre Sally Raeburn et tombe amoureux d'elle. Sally est chaperonnée par sa "tante", Mme Steese, une aventurière qui a sorti Sally de la pauvreté et lui a fait promettre de se marier pour l'argent afin de la rembourser. Sally aime Lester, mais ce dernier découvre le rôle de Mme Steese et jure de se venger. Il sauve du ruisseau un homme nommé Hastings et le fait passer pour encore plus riche que lui auprès de Mme Steese. Son plan fonctionne trop bien et il devient jaloux. Il se réconcilie avec Sally et elle accepte de l'épouser. 

## Fiche technique
- Titre original : The Highest Bidder
- Titre original : Le Piège
- Réalisation : Wallace Worsley
- Assistant : Josef von Sternberg
- Scénario : Lloyd Lonergan (en), d'après le roman The Trap de Maximilian Foster
- Direction artistique : Gilbert White
- Photographie : George Peters
- Production : Samuel Goldwyn
- Société de production : Goldwyn Pictures
- Société de distribution : Goldwyn Pictures
- Pays d’origine :  États-Unis
- Langue originale : anglais
- Format : noir et blanc — 35 mm — 1,37:1 — Film muet
- Genre : drame
- Durée : 60 minutes - 6 bobines - 1 511,81 m
- Dates de sortie :
  - États-Unis : 15 janvier 1921
  - France : 8 septembre 1922[1]
- Licence : Domaine public

## Distribution
- Madge Kennedy : Sally Raeburn
- Lionel Atwill : Lester
- Vernon Steele : Hastings
- Ellen Cassity : Fanny de Witt
- Zelda Sears : Mme Steese
- Joseph Brennan : Horace Ashe
- Reginald Mason : Mawsby
- Brian Darley : Butts
- William Black : M. Steese